# Спеши любить
«Спеши любить» (англ. A Walk to Remember) — мелодрама 2002 года, снятая Адамом Шенкманом. Фильм является экранизацией одноимённого романа Николаса Спаркса.

## Сюжет
Лэндон Картер (Шейн Уэст) — кумир своей школы. Он независим, красив и жесток к изгоям. И, разумеется, Лэндон не замечает невзрачную Джейми Салливан (Мэнди Мур), дочь священника, которая поет в церковном хоре, прилежно учится и посещает драмкружок. Однажды по вине Картера и его друзей происходит несчастный случай: парень Клэй, захотевший присоединиться к компании Лэндона, ночью во время «крещения» прыгает с вышки на бетонном заводе и падает на трубу в воде и в результате этого получает несколько переломов. Наблюдающая за этим компания «популярных» — Дин, Трэйси, Белинда, Эрик и Уокер — убегает. Лэндон, вытащив Клэя из воды и немного замешкавшись, тоже бежит, но после погони и аварии его ловят полицейские. Директор школы не выгоняет юношу, но назначает ряд условий: после уроков Картер будет заменять уборщика, по выходным он должен помогать отстающим по учёбе детям, кроме того, Лэндон сыграет в школьном спектакле.
С этого момента Лэндон начинает все чаще пересекаться с Джейми, занятой в школьной постановке и по собственному желанию помогающей двоечникам. Лэндон просит её порепетировать с ним роль, и девушка соглашается, взяв с него обещание — он не должен влюбляться в неё. Лэндон самонадеянно дает клятву. Однако постепенно взаимная неприязнь между молодыми людьми сменяется симпатией. Но оба не хотят признавать это — сначала Лэндон при друзьях говорит Джейми, что единственное место, где они могут встретиться, это сон; потом Джейми отвергает Картера, когда он пытается помириться. Переломный момент наступает во время премьеры спектакля, на сцене Лэндон видит вместо скромной отличницы преобразившуюся Джейми и, вопреки сценарию, целует её. Издевательская шутка над Джейми, которую из ревности устраивает бывшая девушка Лэндона — Белинда, знаменует конец дружбы Картера с Дином и компанией. Лэндон успокаивает Джейми и приглашает её на свидание. Они, наконец, становятся парой.
Их отношения оказываются под угрозой после того, как Лэндон узнает тайну Джейми — она больна лейкемией. Но Лэндона не останавливает страшный диагноз, он любит Джейми и хочет быть рядом. Пытаясь порадовать её, Лэндон конструирует телескоп и показывает Джейми комету, которую она хотела увидеть. В этот момент он предлагает девушке выйти за него замуж. Параллельно Лэндон мирится с отцом, с которым не общался с тех пор, как тот оставил семью.
Влюбленные женятся в церкви, где венчались родители Джейми. На свадьбе присутствуют и друзья Картера, они успели осознать свои ошибки и извинились. Лэндон и Джейми проводят вместе счастливейшее лето, затем девушка умирает.
Спустя четыре года, поступивший в колледж и собравшийся стать врачом, Лэндон приезжает в родной город. Он идет к отцу Джейми и отдает ему дневник его жены и матери его дочери, который когда-то Джейми подарила Лэндону. В финале он возвращается на пристань, где бывал с Джейми, и со светлой грустью вспоминает их отношения, которые так изменили его.

## В ролях
| Актёр                  | Роль                 |
| ---------------------- | -------------------- |
| Шейн Уэст              | Лэндон Картер        |
| Мэнди Мур              | Джейми Салливан      |
| Питер Койоти           | Преподобный Салливан |
| Дэрил Ханна            | Синтия Картер        |
| Лоурен Джерман         | Белинда              |
| Клейн Кроуфорд         | Дин                  |
| Пас де ла Уэрта        | Трейси               |
| Дэвид Эндрюс           | Мистер Келли         |
| Джонатан Паркс Джордан | Уолкер               |
| Дэвид Ли Смит          | Доктор Картер        |

Режиссёр фильма, Адам Шенкман, появляется в кадре — в качестве санитара, везущего коляску Джейми в больнице.

## Саундтрек
Мэнди Мур не только актриса, но и успешная певица, для фильма она исполнила несколько песен, в том числе заглавную «Cry». На школьном концерте Мэнди поет песню Switchfoot «Only Hope», эта композиция звучит в ленте и в исполнении Switchfoot, во время свадьбы Лэндона и Джейми.
| №                   | Название                                                        | Исполнитель                                                          | Длительность |
| ------------------- | --------------------------------------------------------------- | -------------------------------------------------------------------- | ------------ |
| 1.                  | «Dare You to Move»                                              | Switchfoot                                                           | 4:09         |
| 2.                  | «Cry»                                                           | Moore                                                                | 3:43         |
| 3.                  | «Someday We'll Know» (cover of New Radicals)                    | Moore and Foreman                                                    | 3:52         |
| 4.                  | «Dancin' in the Moonlight» (cover of King Harvest)              | Toploader                                                            | 3:52         |
| 5.                  | «Learning to Breathe»                                           | Switchfoot                                                           | 4:36         |
| 6.                  | «Only Hope» (cover of Switchfoot)                               | Moore as Jamie Sullivan with dialogue by Shane West as Landon Carter | 3:53         |
| 7.                  | «It's Gonna Be Love»                                            | Moore                                                                | 3:51         |
| 8.                  | «You»                                                           | Switchfoot                                                           | 4:14         |
| 9.                  | «If You Believe»                                                | Rachael Lampa                                                        | 3:49         |
| 10.                 | «No One»                                                        | Cold                                                                 | 3:17         |
| 11.                 | «So What Does It All Mean?»                                     | West, Gould, & Fitzgerald                                            | 3:00         |
| 12.                 | «Mother, We Just Can't Get Enough»                              | New Radicals                                                         | 5:45         |
| 13.                 | «Cannonball» (2003 Special Expanded Edition bonus track)        | The Breeders                                                         | 3:37         |
| 14.                 | «Friday on My Mind» (2003 Special Expanded Edition bonus track) | Noogie                                                               | 3:14         |
| 15.                 | «Empty Spaces» (2003 Special Expanded Edition bonus track)      | Fuel                                                                 | 3:26         |
| 16.                 | «Only Hope»                                                     | Switchfoot                                                           | 4:16         |
| 17.                 | «Cry» (Music Video) (Multi-media track)                         | Moore                                                                | 3:41         |
| Общая длительность: | Общая длительность:                                             | Общая длительность:                                                  | 1:02:32      |

## Награды
| Год  | Церемония          | Категория                             | Результат                    |
| ---- | ------------------ | ------------------------------------- | ---------------------------- |
| 2002 | MTV Movie Awards   | Прорыв года                           | Победа (Мэнди Мур)           |
| 2002 | Teen Choice Awards | Choice Breakout Performance — Actress | Победа (Мэнди Мур)           |
| 2002 | Teen Choice Awards | Choice Chemistry                      | Победа (Мэнди Мур/Шейн Уэст) |

## Критика
Фильм получил негативные отзывы кинокритиков. На сайте Rotten Tomatoes фильм имеет рейтинг 27 % на основе 103 рецензий со средним баллом 4,1 из 10. На сайте Metacritic фильм имеет оценку 35 из 100 на основе 26 рецензий критиков, что соответствует статусу «в целом неблагоприятные отзывы».